# Monastero di Astino
Il monastero di Astìno si trova nella valle omonima, nel territorio del comune di Bergamo, presso il quartiere di Longuelo.
Si tratta di un complesso monastico plurisecolare di origine vallombrosana non più attivo, restaurato nel 2015.

## Valle d'Astino
L'area in cui sorge il monastero, la piccola valle di Astino, è inserita nel sistema dei colli di Bergamo, strettamente adiacente alla parte occidentale della città, ed è caratterizzata e identificata dalla presenza del monastero a cui è stata simbolicamente connessa 
(Manuela Bandini, La Valle di Astino, op. cit. in bibliografia.)

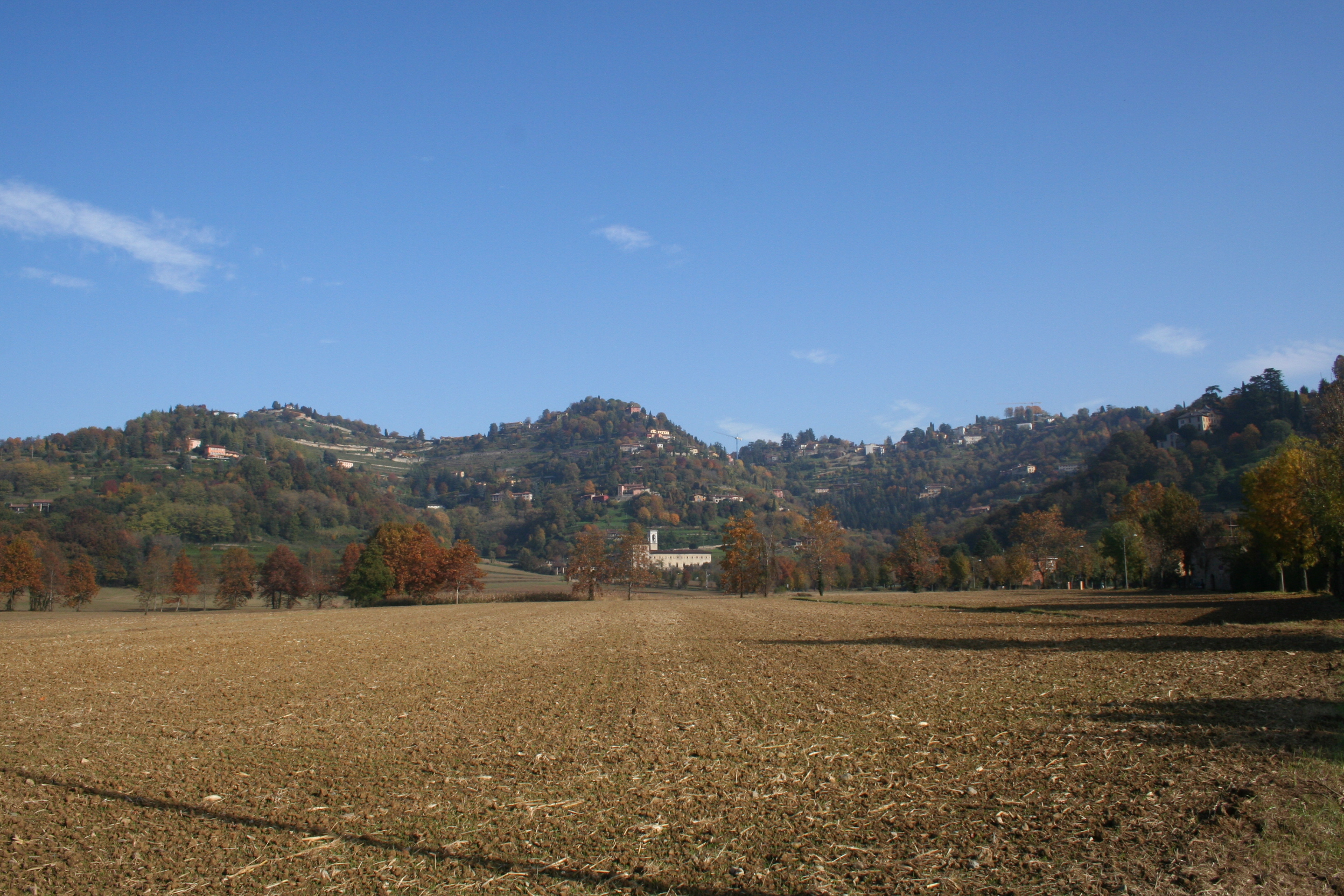
La Valle di Astino

La valletta, di grande bellezza paesaggistica, mantiene tuttora, per quanto antropizzata, le caratteristiche di un'oasi agricola racchiusa tra i boschi dell'Allegrezza e il colle della Benaglia, che pur separadola dall'anfiteatro su cui campeggia Bergamo Alta ne permette la vista.
Un reticolo viario, che ha il suo fulcro nel monastero, percorre la valle collegandola a oriente con la città di Bergamo e a occidente con la Valle San Martino.
La strada che collega la valle, attraverso Borgo Canale, con Città Alta è particolarmente affascinante per il panorama che offre sulla pianura bergamasca, e diventa suggestiva, per l'atmosfera che vi si respira, nel tratto in cui supera il sistema difensivo medievale attraverso Porta Sant'Alessandro.

## Storia

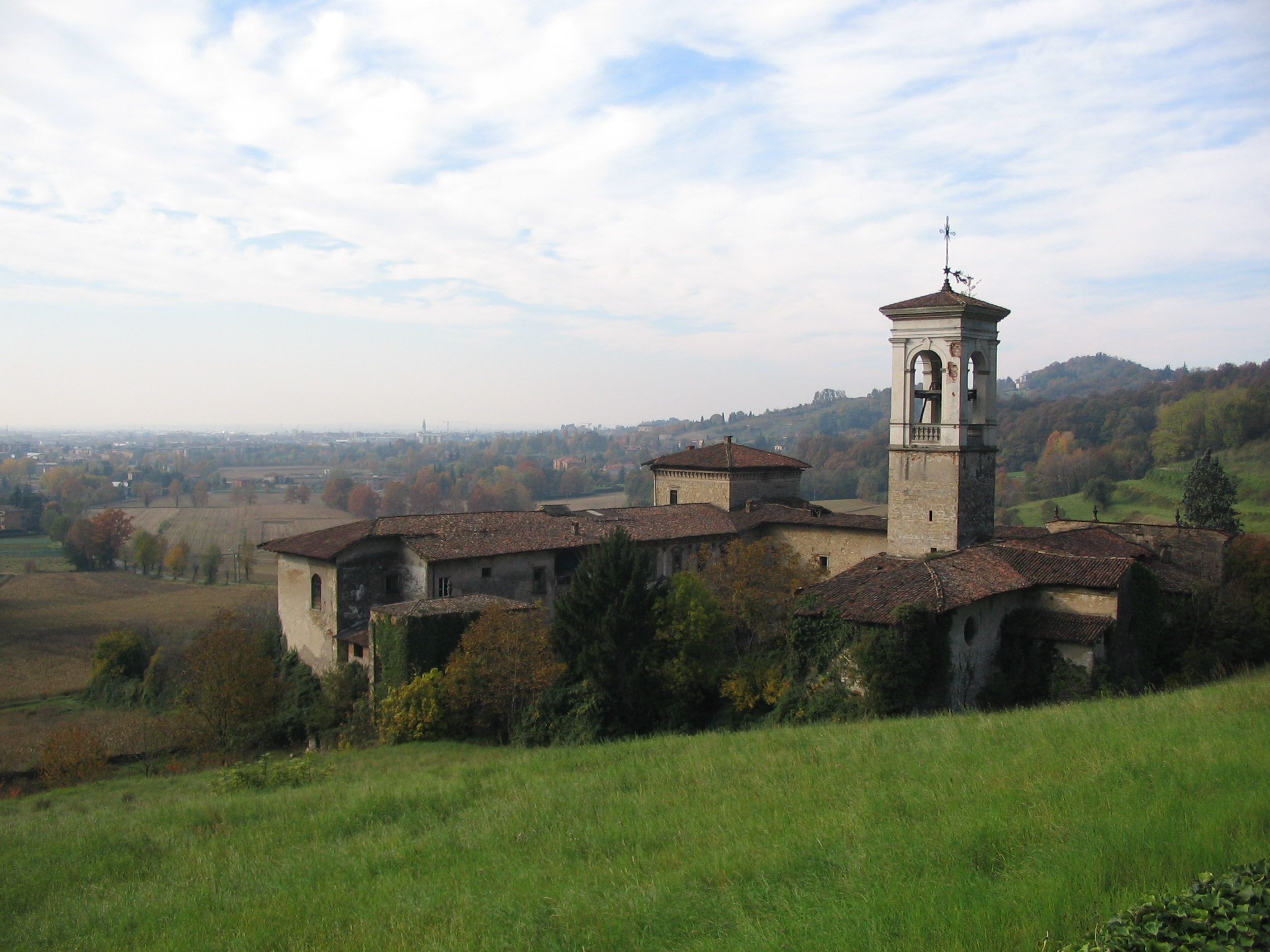
Monastero di Astino

Il monastero di Astino fu fondato attorno al 1070 da alcuni monaci vallombrosani derivanti dai benedettini guidati da Bertario, mandati a Bergamo da san Giovanni Gualberto dei Bisdomini nell'ambito di quell'ansia riformistica tipica dell'epoca con cui si cercava la rinascita della Chiesa.

Non c'è certezza storica sulla sua data di fondazione indicata da alcuni nel 1107, come indicato in un atto di vendita rogato dal notaio Arnaldo a favore di Bonifacio orefice di Bergamo, che fece dono di un terreno ad Astino per potervi edificare il convento monastico dei monaci di Vall'ombrosa, detto personaggio si sarebbe poi unito ai monaci e inserito nel registro dei benefattori. da altri attorno al 1070 mentre è certo che 
(Ex F. Abati, M. Lorenzi, Astino e la sua valle, op. cit. in bibliografia.)
La chiesa del Santo Sepolcro in stile romanico, e la relativa abbazia costituirono il primo nucleo del monastero, entrambi costruiti da Bertario, il primo abate, che resse l'abbazia per ventuno anni fino al 1128.

### L'evoluzione

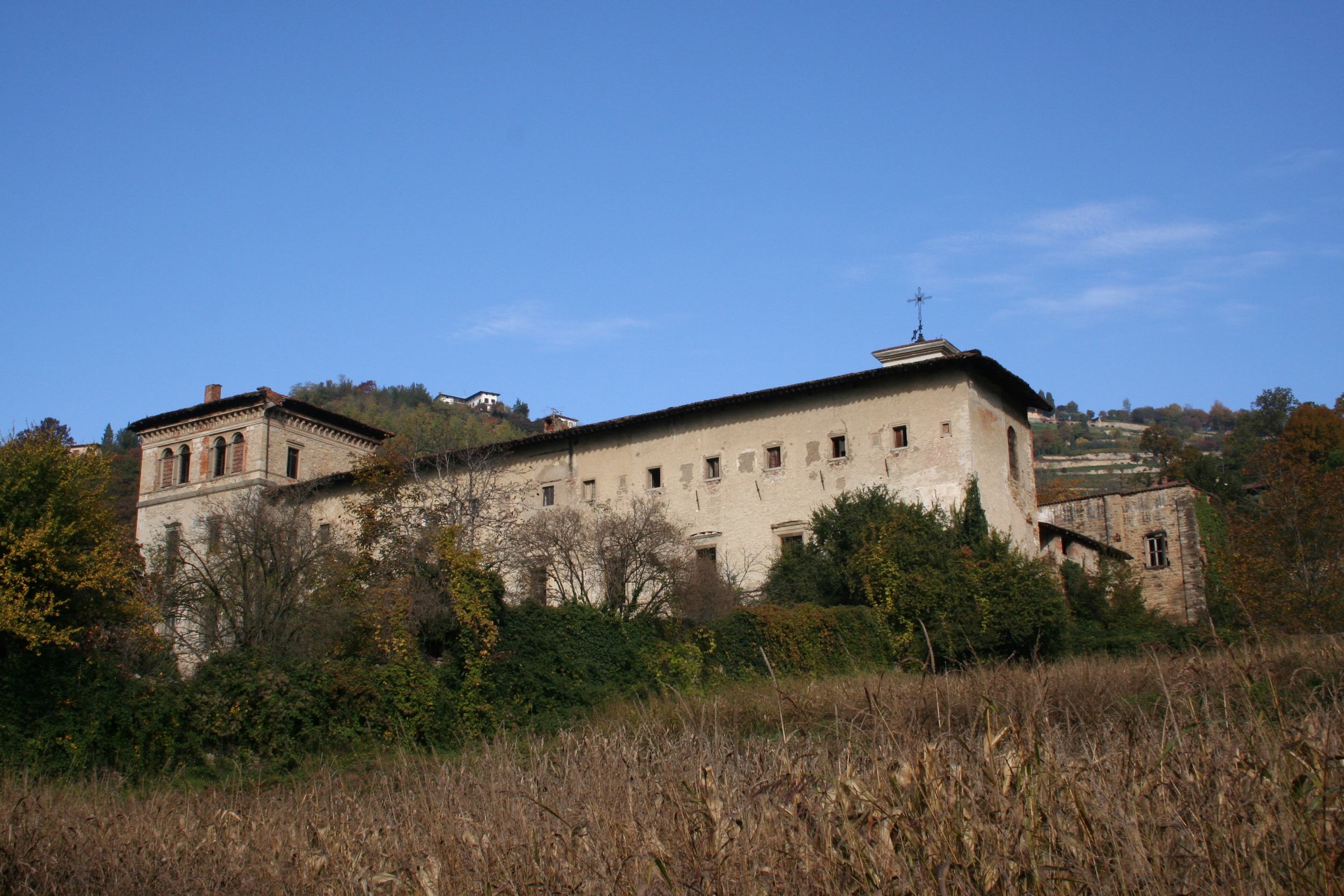
Monastero di Astino

Il monastero, dopo una prima breve fase d'incertezza, ebbe, grazie al prestigio di Bertario e dei suoi successori, un periodo continuo di sviluppo in cui donazioni da parte di privati e di enti ne permisero l'ampliamento e il successo economico.

Il comune di Bergamo fu uno dei più importanti donatori, donò fra l'altro 
(ex F. Abati, M. Lorenzi, op. cit. p. 44.)
Dopo la morte di Bertario, 4 giugno 1128, divenne abate Maifredo da Asti, un altro grande personaggio, sotto il cui governo furono istituiti l'Ospedale del Santo Sepolcro di Astino e una istituzione di beneficenza a favore dei poveri e dei carcerati.
Le donazioni continuarono copiose anche con i successori di Maifredo, anche dopo il 1305, data in cui l'Ospedale del Santo Sepolcro, unitamente al monastero e alle zone circostanti, confluirono nella Congregazione della Misericordia Maggiore.

### L'epilogo

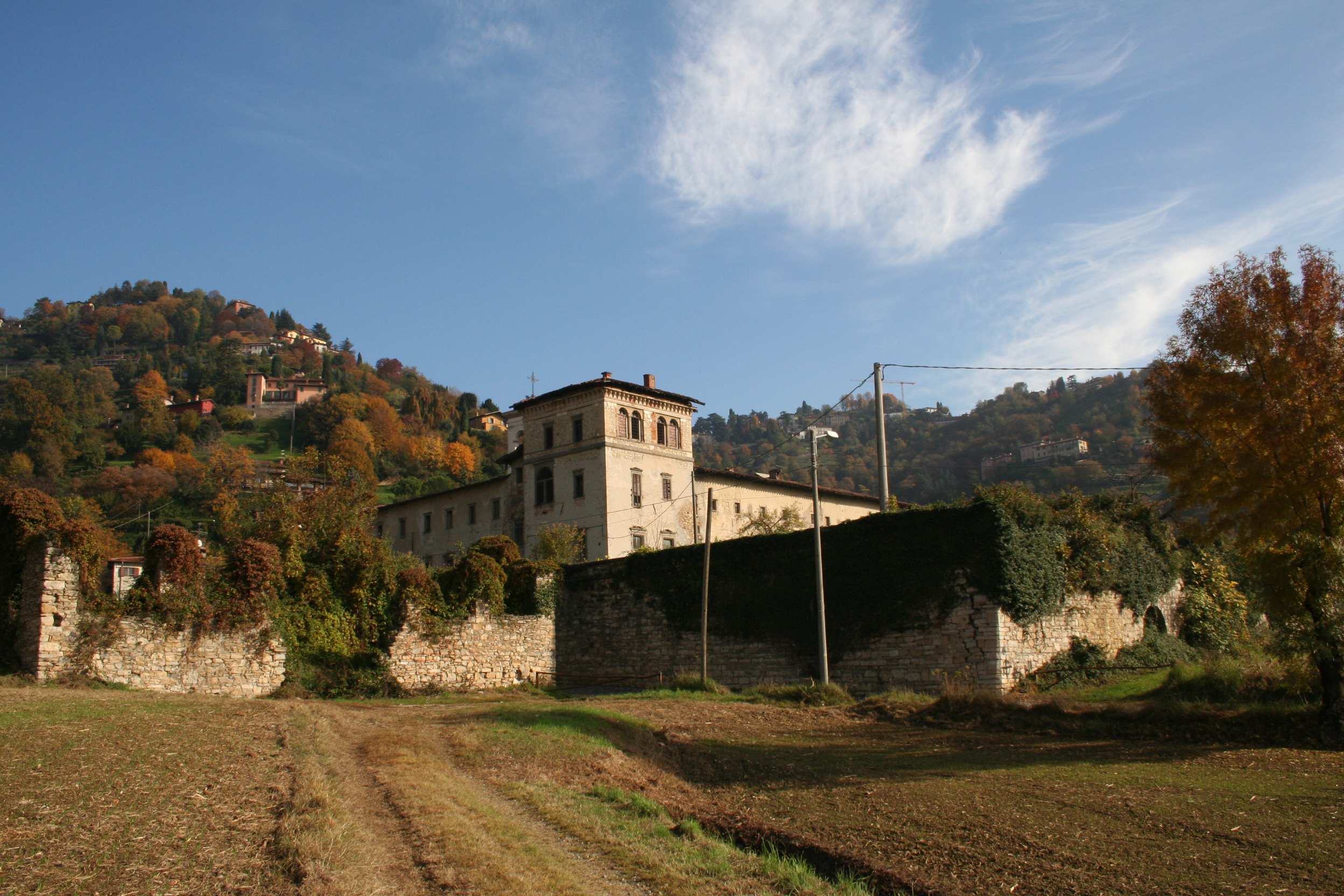
Monastero di Astino

Il monastero di Astino, come tutta la comunità bergamasca, fu coinvolto nella contrapposizione quattrocentesca tra i Visconti e Venezia che segnò l'inizio della sua decadenza.
Trasformato in commenda divenne con il suo patrimonio oggetto di gratificazione per i sostenitori della parte politica vincente.
Nonostante queste traversie politiche vi furono eseguiti, tra la fine del XV secolo e l'inizio del XVI, importanti lavori di ampliamento e di ristrutturazione.
Nel XVII secolo, dopo avere subito gli effetti negativi di una pestilenza, la proprietà terriera del monastero si era ridotta notevolmente.
La fine del monastero arrivò il 4 luglio 1797 quando il comune di Bergamo lo soppresse e ne assegnò i beni all'Ospedale Maggiore.
Il monastero fu trasformato nel 1832 in ospedale psichiatrico e come tale fu usato fino al 1892. Negli anni successivi fu destinato ad attività agricola e nel 1923 fu venduto a soggetti privati.
Nel 1973 la proprietà del complesso fu trasferita a una società immobiliare per essere destinato a centro golfistico. Tale progetto, tuttavia, incontrata l'opposizione della comunità locale e degli strumenti urbanistici, non ebbe attuazione lasciando il monastero in una situazione di stallo e di degrado.

### Il recupero
A inizio 2012 viene annunciato che il complesso di Astino verrà recuperato e ospiterà la scuola di alta specializzazione post universitaria dell'ADAPT (l'"Associazione per gli studi internazionali sul diritto del lavoro e le relazioni industriali"). I lavori vengono terminati nel maggio del 2015.
Inoltre i campi che lo circondano verranno dati in affitto a giovani imprenditori agricoli, che li coltiveranno secondo metodo biologico.

## La chiesa del Santo Sepolcro
Parte del complesso monastico di Astino, documentata nel 1107 e consacrata alla fine del 1117, con la dedicazione al Santo Sepolcro e la posa nell'altare maggiore della reliquia del sepolcro alla presenza del vescovo Ambrogio III di Bergamo e Arderico vescovo di Lodi.Nel XVI secolo per volontà dell'abate Silvestro de' Benedictis l'edificio di culto fu ampliato con l'aggiunta della cappella dedicata al Santo Sepolcro.
La sua struttura architettonica si sviluppa secondo una geometria a croce commissa. La struttura a croce commissa ha una forma a “T” in cui la navata si inserisce nel transetto, secondo la tipologia vallombrosana; lo schema è a navata unica che termina inserendosi a “T” nel transetto.
L'altare maggiore, in posizione leggermente sopraelevata, si trova tra l'altare di San Martino e quello degli Evangelisti, entrambi anteriori al 1140, situati rispettivamente nel braccio di sinistra e di destra del transetto.
Il coro settecentesco è dominato dall'altare maggiore dietro cui è posto.
Sul lato sinistro della navata si trovano, all'inizio, la cappella del Santo Sepolcro e, subito dopo, quella di san Giovanni Gualberto, fondatore della Congregazione vallombrosana, di fronte alla quale, sul lato destro della navata, si trova la cappella della Vergine del Rosario.
La volta della navata è a botte mentre quella del transetto è a crociera, anticamente la copertura era a capriate, a testimonianza fono visibili i fori d'imposta e sotto le falde del tetto la presenza di travature sulla navata.

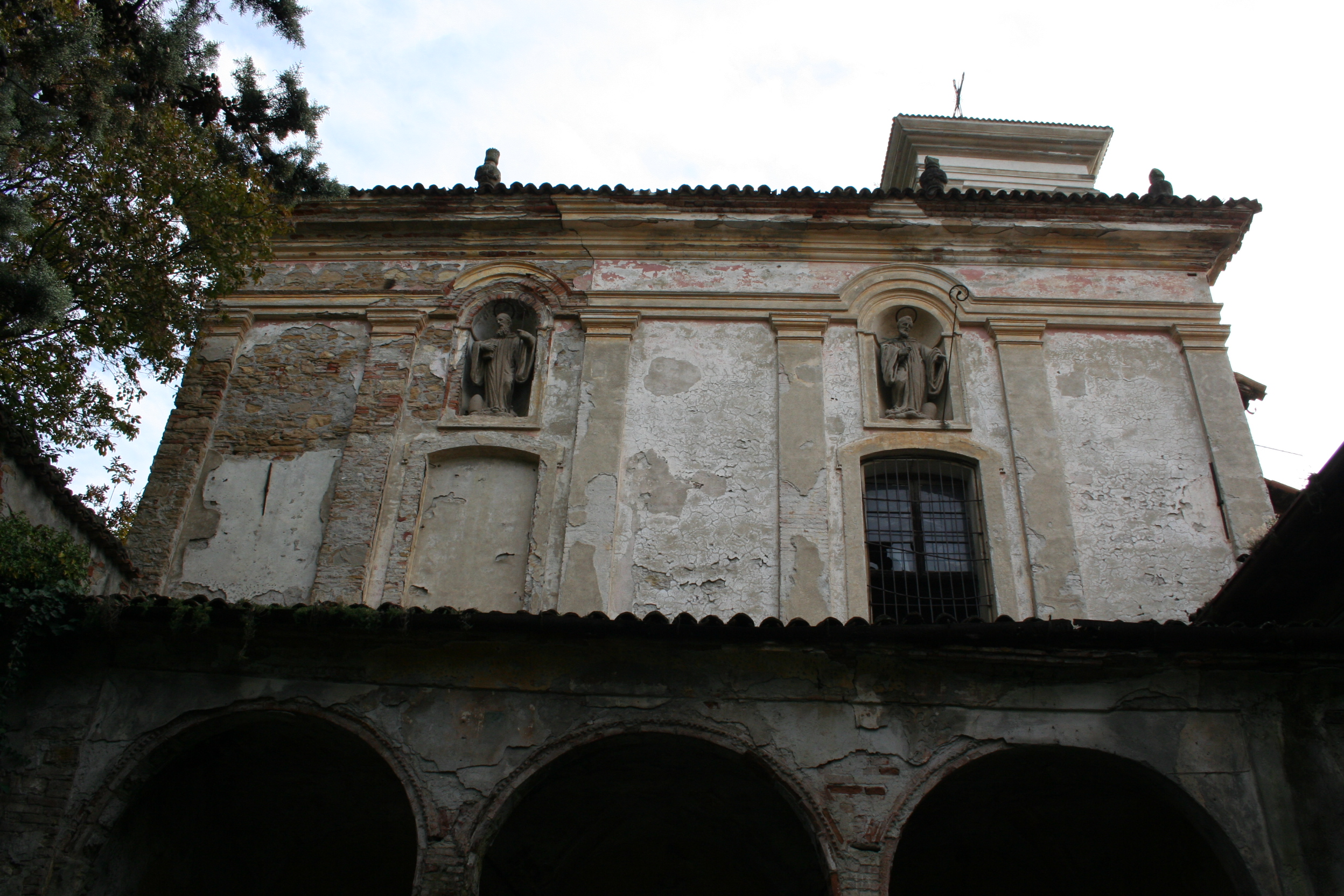
Chiesa del Santo Sepolcro

La facciata della chiesa presenta un nartece ad archi a tutto sesto, retti da due colonne centrali e da due semicolonne laterali.
Nella parte superiore della facciata, suddivisa da lesene, due nicchie racchiudono le statue di san Benedetto, quella di sinistra, e di san Giovanni Gualberto, quella di destra.
Un elegante chiostro cinquecentesco, con archi a tutto sesto poggianti su colonne di arenaria, alleggerisce la struttura dell'edificio destinato alla comunità monastica.
Nella parte orientale del complesso è stato inserito, nel 1239, un alloggio e relativa cappella per ospitare il beato Guala de Roniis, vescovo di Brescia, espulso dalla sua diocesi.
Notevoli sono anche gli affreschi, databili attorno al 1624, eseguiti da Francesco Zucco.